# Wordy Rappinghood
Singles de Tom Tom Club
Genius of Love
(1981)
Wordy Rappinghood est une chanson du groupe américain Tom Tom Club, issue de l'album Tom Tom Club en 1981 et paru comme premier single extrait de l'album.

## Genèse
En 1980, Tina Weymouth et Chris Frantz sont les membres fondateurs du groupe Talking Heads, aux côtés de David Byrne, qu'ils ont créé au milieu des années 1970, auquel va se joindre le guitariste Jerry Harrison. Le trio enregistre plusieurs albums, dont certains produits par Brian Eno qui sont remarqués par la critique, suivie par le public. Toutefois, l'influence d'Eno sur Byrne causera des tensions entre le producteur et le couple Weymouth-Frantz, qui décide de faire de la musique de leur côté. Chris Blackwell, patron d'Island Records, les remarque et invite Weymouth et Frantz au fameux Compass Point Studios aux Bahamas. Blackwell dit alors au duo « écrivez un premier hit, et s’il me plait, je vous fais enregistrer un album ».
Toutefois, Tina Weymouth est prise d'une certaine panique quand elle doit écrire les paroles, car elle ne sait pas quoi raconter et n'est même pas certaine de savoir chanter. En panne d'inspiration, elle décide de ne pas écrire de la pop, mais du rap, qui commence à marcher aux États-Unis. Elle décide alors de rapper à sa manière son angoisse des mots qui servent à tout et à rien, et, pour le refrain, s'inspire d'un souvenir d'enfance de ses vacances en France, d'où sa mère est originaire, et d'une comptine entendue à cette occasion, intitulée A Ram Sam Sam, très populaire au Maroc.
Frantz et Weymouth ont fait venir Steven Stanley, un claviériste de 21 ans qui avait été l'ingénieur du son de l'album de Ian Dury, Lord Upminster, et le bassiste Monte Browne, un ancien membre de T-Connection.

## Sortie et réception commerciale
Sorti en février 1981 en single 45 tours et maxi 45 tours, Wordy Rappinghood rencontre un véritable succès international, parvenant à se hisser à la première place à l'Ultratop 50 Singles en Belgique flamande et la deuxième place des charts néerlandais. Il atteint le top 10 au Royaume-Uni, en Espagne et en France, où il s'est vendu à plus de 150 000 exemplaires. Toutefois, l'accueil est plus limité en Nouvelle-Zélande avec une 35e place et ne s'est pas classé au Billboard Hot 100 américain, mais est parvenu à prendre la 1re place du Hot Dance Club Songs.

## Classements
| Classement (1981-82)                        | Meilleure place |
| ------------------------------------------- | --------------- |
| Belgique (Flandre Ultratop 50 Singles)      | 1               |
| Espagne (AFYVE)                             | 3               |
| États-Unis (Bubbling Under Hot 100 Singles) | 105             |
| États-Unis (Hot Dance Club Songs)           | 1               |
| France (IFOP)                               | 9               |
| Italie (FIMI)                               | 9               |
| Nouvelle-Zélande (RMNZ)                     | 35              |
| Pays-Bas (Single Top 100)                   | 2               |
| Pays-Bas (Nederlandse Top 40)               | 2               |
| Royaume-Uni (UK Singles Chart)              | 7               |

| Classement (1981)     | Meilleure place |
| --------------------- | --------------- |
| Pays-Bas (MegaCharts) | 64              |